# Вульф, Коллетт
Коллетт Мэри Вульф (англ. Collette Wolfe, род. 4 апреля 1980, гор. Кинг-Джордж, штат Вирджиния) — американская актриса.

## Биография
Есть сестры Хизер Гуларт и Вифании Вулф, и младший брат Грег. 
После окончания школы им. Короля Георга которую она окончила на год раньше, она поступила в Политехнический университет Виргинии, где даже получила ученую степень в области психологии и социологии.
Её дебют в кино состоялся в 2006 году, когда она снялась в фильме «Путь ноги и кулака». Она услышала об открытом кастинге в этот фильм, когда ещё училась в университете. Пройдя прослушивание и получив эту роль, Колетт бросила работу и начала сниматься.
Она также сыграла роль Венди в фильме «Папе снова 17», Нелл в «Типа крутой охранник», Синди в «Четыре Рождества».
Она также снималась в таких американских сериалах, как «Как я встретил вашу маму», «На службе у дьявола», «Секс по дружбе».
В сентябре 2009 года она прошла кастинг и получила роль Джилл в ситуационной комедии «100 вопросов». Также она сыграла роль Кристен в сериале «Город хищниц», и в 2010 в фильме «Машина времени в джакузи» .
В 2011 году после съемок в пилотной серии «Личная жизнь» (Lovelives) производства NBC, она получила роль вместо Аманды Лончар.
В общей сложности она сыграла в 20 фильмах и сериалах.
Состоит в браке с режиссёром Джоди Хиллом.

## Фильмография
| Год       |   | Русское название         | Оригинальное название | Роль                   |
| --------- | - | ------------------------ | --------------------- | ---------------------- |
| 2005—2014 | с | Как я встретил вашу маму | How I Met Your Mother | Сара                   |
| 2006      | ф | Путь ноги и кулака       | The Foot Fist Way     | Дениз                  |
| 2007      | ф | Большой Мир Звука        | Great World of Sound  | Сотрудник авиакомпании |
| 2007      | ф | Пари                     | The Wager             | Репортёр               |
| 2007      | с | На службе у дьявола      | Reaper                | Оливия                 |
| 2007—2011 | с | Университет              | Greek                 | Кики                   |
| 2008      | ф | Полупрофессионал         | Semi-Pro              | Мелинда                |
| 2008      | ф | Четыре Рождества         | Four Christmases      | Синди                  |
| 2009      | с | На дне                   | Eastbound & Down      | Хоми                   |
| 2009      | ф | Папе снова 17            | 17 Again              | Венди                  |
| 2009      | ф | Типа крутой охранник     | Observe and Report    | Нелл                   |
| 2009—2015 | с | Город хищниц             | Cougar Town           | Кирстен                |
| 2010      | ф | Машина времени в джакузи | Hot Tub Time Machine  | Келли                  |
| 2010      | с | 100 вопросов             | 100 Questions         | Джил                   |
| 2011      | с | Светофор                 | Traffic Light         | Мишель                 |
| 2011      | с | Личная жизнь             | Lovelives             | Холли                  |
| 2011      | с | Секс по дружбе           | Friends with Benefits | Меган                  |
| 2011      | ф | Бедная богатая девочка   | Young Adult           | Сандра                 |
| 2013      | ф | Узел дьявола             | Devil's Knot          | Глория                 |
| 2014      | ф | Интерстеллар             | Interstellar          | мисс Келли             |
| 2019      | с | Бесстыжие                | Shameless             | Тесса                  |